# Альфонсо Гонсалес
Альфонсо Гонсалес (ісп. Alfonso González, нар. 5 вересня 1994, Рейноса) — мексиканський футболіст, півзахисник клубу «Монтеррей».
Виступав, зокрема, за клуб «Атлас», а також олімпійську збірну Мексики.

## Клубна кар'єра
У дорослому футболі дебютував 2011 року виступами за команду клубу «Атлас», в якій провів п'ять сезонів, взявши участь у 84 матчах чемпіонату. 
До складу клубу «Монтеррей» приєднався 2016 року. Відтоді встиг відіграти за команду з Монтеррея 21 матч в національному чемпіонаті.

## Виступи за збірні
Протягом 2013–2016 років залучався до складу молодіжної збірної Мексики. На молодіжному рівні зіграв в 17 офіційних матчах, забив 3 голи.
2014 року дебютував в офіційних матчах у складі національної збірної Мексики. Наразі провів у формі головної команди країни 3 матчі.
2016 року захищав кольори олімпійської збірної Мексики. У складі цієї команди провів 2 матчі. У складі збірної — учасник футбольного турніру на Олімпійських іграх 2016 року у Ріо-де-Жанейро.

## Досягнення
- Чемпіон Мексики (1):

«Монтеррей»: 2019 А
- Володар Кубка Мексики (2):

«Монтеррей»: 2017 А, 2019-20
- Володар Ліги чемпіонів КОНКАКАФ (2):

«Монтеррей»: 2019, 2021
- Чемпіон світу (U-17): 2011